# Hősök (televíziós sorozat)
A Hősök (eredeti cím: Heroes) 2006 és 2010 között bemutatott amerikai televíziós filmsorozat, amelynek világát Tim Kring alkotta meg. Amerikában az NBC csatornán fut 2006. szeptember 25-ei premiere óta. Magyarországon először, 2007. március 4-étől a TV2 tűzte műsorára.
A sorozat átlagemberekről szól, akik fokozatosan ráébrednek arra, hogy különleges képességek birtokában vannak. Hamarosan azzal is szembesülnek, hogy meg kell akadályozniuk egy, az egész emberiséget fenyegető katasztrófát.
A sorozat története az amerikai képregényekhez hasonlóan tagolódik, több epizódon átívelő rövid cselekményszálakat bemutatva, amelyek egy nagyobb fő történeti szálra építkeznek. Annak ellenére, hogy a történet így csak viszonylag kis lépésekben haladhat előre, az alkotók legalább öt évadra terveznek.
A sorozat premierjének idején, ez volt az esti műsorsáv legnézettebb műsora a 18-49 évesek korosztályában és nézettsége összességében meghaladta a 14,3 millió főt. Az NBC-nek öt éve nem volt ilyen jó nézettségű drámája.
2006. október 6-án az NBC Entertainment akkori elnöke, Kevin Reilly bejelentette, hogy megrendelik a teljes első évadot. 2007. január 17-én Reilly azt jelentette be, hogy a Hősök a második évadra is megrendelést kap. A 2007. szeptember 24-én induló második évad 24 tervezett epizódját a korábbi tervek szerint egy új spinoff sorozat, a Heroes: Origins 6 része követte volna, de a bemutató időpontja később bizonytalanná vált, valamint később, az írók sztrájkja miatt a második évadból is csak 11 rész készült el. A sorozat a harmadik, 25 epizódra tervezett évaddal 2008. szeptember 22-én tért vissza.
2009. március 6-án bejelentették a sorozat negyedik évadát, mely 2009 szeptemberében indult el, azonban a nézettség további csökkenése miatt 2010. május 14-én hivatalosan is bejelentették hogy nem kapja meg a sorozat az 5. évadot.
2014 februárjában az NBC bejelentette, hogy mégis lesz egy 13 részes 5. évad 2015-ben, ami végül is egy minisorozat, amelynek címe Heroes Reborn. A minisorozatot Magyarországon a PRO4 sugározta Hősök: Újjászületés címmel.

## Szereplők

### Első évad
A sorozat első évadában tizenkét főszereplő játszott, akiknek nagyjából azonos fontosságú szerepek jutottak. Bár az NBC szereplőgárda-listája csak tíz nevet tartalmaz, az első évadban Leonard Roberts (D. L. Hawkins) is része volt az eredeti gárdának, azonban először csak az ötödik epizódban tűnt fel. Később Jack Coleman (Mr. Bennet) visszatérő szereplőből a tizenkettedik főszereplővé vált a tizenegyedik résztől.
- Noah Bennet (Jack Coleman), egy apa, aki a Primatech Papírgyár alkalmazottja, ami valójában egy fedőcég a szervezet számára, ami a különleges képességű veszélyes „emberekre” vadászik. Később nevelt lánya Claire miatt a társaság ellen fordul. Csatlakozik a Nathan Petrelli által szervezett a kormány által is támogatott csoporthoz aminek célja a különleges képességekkel bíró emberek begyűjtése.
- Claire Bennet (Hayden Panettiere), Mr. Bennet örökbefogadott gimnazista lánya, aki családjával a texasi Odessában él és spontán regenerációval gyógyul fel bármilyen sérülésből.
- Simone Deveaux (Tawny Cypress), egy műtárgykereskedő és galéria tulajdonos, akinek szkepticizmusát és érzelmeit próbára teszik az események.Az első évadban Isaac véletlenül lelövi és meghal.
- D. L. Hawkins (Leonard Roberts), egy szökött rab, aki ellen azonban később ejtették a vádakat. Képes rá, hogy megváltoztassa a fizikai állapotát és keresztüljusson bármilyen élő vagy élettelen anyagon. Mr. Linderman meglövi az első évadban, ám ő is halálos sérülést okoz Lindermannak.
- Isaac Mendez (Santiago Cabrera), egy New York-i művész, aki különleges transz állapotban képes arra, hogy megfesse a jövő eseményeit. Ő írja és rajzolja a 9. Csodák! (9th Wonders!) című képregényt, amiről kiderül, hogy szintén a jövőről szól.
- Hiro Nakamura (Masi Oka), egy fiatal japán programozó Tokióból, a téridő-kontinuum manipulálásának képességével. Imádja a képregényeket és a sci-fit.
- Matt Parkman (Greg Grunberg), egy Los Angeles-i rendőr, aki hallja mások gondolatait, később rájön hogy azokat befolyásolni is tudja.
- Nathan Petrelli (Adrian Pasdar), egy céltudatos New York-i kongresszusi képviselő-jelölt, aki képes repülni, de ezt nem fogadja örömmel. Claire Bennet vér szerinti apja. A harmadik évad végén meghal, de Parkman törli Sylar eredeti emlékeit és csak a Nathantől átvetteket hagyja meg, így ő veszi át a helyét.
- Peter Petrelli (Milo Ventimiglia), egy volt ápoló, Nathan öccse. Képes rá, hogy a környezetében lévők képességeit utánozza és később újra előhívja ezeket a képességeket azáltal, hogy az illető iránt érzett érzéseire gondol. A képességét a harmadik évadban az apja elveszi, később beadja magának a mesterséges-képesség formulát hogy megmentse a bátyját. Átveszi Sylar képességeit.
- Micah Sanders (Noah Gray-Cabey), D. L. fia, egy csodagyerek, aki technopata képességeivel elektronikus gépekkel kommunikál és manipulálja őket. A harmadik évadban „A lázadó” néven segíti a többieket.
- Niki Sanders (Ali Larter), D. L. felesége és Micah anyja. Las Vegasban él és korábban internetes sztriptíz oldallal tartotta el magát és fiát. Kettős személyiség, emberfeletti ereje van ha a halott nővérének, Jessicának a személyisége irányítja. Niki kezdetben önmagától képtelen ezt a képességet használni.A harmadik évadban kiderül hogy a képességeit Mr. Zimmerman és Chandra Sureshtől kapta. Kiderül hogy van még két ikertestvére Tracy Strauss és Barbara (nem aktív szereplő), akik szintén rendelkeznek képességekkel. A harmadik évadban meghal.
- Mohinder Suresh (Sendhil Ramamurthy), egy genetikaprofesszor Indiából, aki New Yorkba utazik, hogy apja halála után nyomozzon. Eközben kapcsolatba kerül olyanokkal, akik az apja által írt különleges képességű emberek listáján szerepelnek. Ő is különleges képességre tesz szert a mesterséges szérum miatt.

Az első évadban számos visszatérő szereplő tűnt fel, mint például a főszereplők családtagjai és barátai, valamint más különleges képességű emberek. Legfontosabbak közülük a sorozatgyilkos Sylar (Zachary Quinto), Hiro barátja, Ando Masahashi (James Kyson Lee), Peter rejtélyes segítője, Claude Rains, Mr. Bennet partnere, a Haiti és Claire bizalmasa, Zach.

### Második évad
Zachary Quinto és James Kyson Lee, akik visszatérő szereplők voltak az első évadban ezúttal főszereplőként csatlakoznak a gárdához. Hozzájuk csatlakozik még a második évadban David Anders, Dana Davis és Dania Ramirez. A korábbi főszereplők közül Santiago Cabrera, Tawny Cypress és Leonard Roberts már nem jelennek meg főszereplőként.
- Monica Dawson (Dana Davis),[3] egy New Orleans-i lány, aki mindent megtesz, hogy segítsen az embereken.Képessége a mozgásmásolás, amit lát le tudja utánozni.
- Maya Herrera (Dania Ramirez),[4] egy dominikai lány, aki a rendőrség elől menekül. Stressz hatására egy vírusszerű anyagot választ ki magából, ami a környezetében tartózkodó emberek szinte azonnali halálához vezet.
- Takezo Kensei/Adam Monroe (David Anders), a legendás harcos, a spontán regeneráció képességével. Több mint 400 éves.
- Ando Masahashi (James Kyson Lee),[2] Hiro Nakamura barátja, munkatársa és útitársa. Az első két évadban nincs kulonleges képessége a harmadikban a mesterséges-szérum miatt „energiahullámok” törnek elő a kezéből amivel képes mások erejét megtöbbszörözni, de akár fegyverként is használhatja.
- Sylar(Gabriel Gray) (Zachary Quinto),[2] korábbi órásmester, aki az intuitív képességével megérti a dolgok működését. Sorozatgyilkos, aki különleges emberek után kutat, hogy elrabolja tőlük a képességeiket.A harmadik évadban képességeivel átveszi Nathan alakját és emlékeit, Nathan halála után Parkman törli a régebbi emlékeit így átveszi Nathan szerepét.

A második évadban új visszatérő szereplők is feltűnnek, köztük a középiskolás West Rosen, aki a repülés képességét birtokolja (Nicholas D’Agosto) és Maya ikertestvére, Alejandro akit Syler meggyilkol.

## Történet
Mindegyik epizód válaszokat ad és újabb kérdéseket vet fel.  Az első évadban a fő történeti szál akörül bonyolódik, hogy megakadályozzanak egy nagy erejű robbanást, ami a jövőben fog bekövetkezni New Yorkban. Elsőként két szereplő, Hiro Nakamura és Isaac Mendez vezeti be ezt a szálat. Előbbi szemtanúja volt az eseménynek a jövőben, utóbbi pedig megfestette.
Az első évad első négy epizódja főként azzal foglalkozik, hogy a szereplők hogyan fedezik fel képességeiket és hogyan birkóznak meg a hétköznapi élettel és felfedezésük következményeivel.
A negyedik epizód végén, egy esemény beindít egy új történet szálat, amely a jövőből visszatérő Hiro által közvetített, Peter Petrellinek címzett „Mentsd meg a pompomlányt, mentsd meg a világot!” („Save the cheerleader, save the world!”) üzenet átadásával kezdődik. Peter még jobban meglepődik, amikor megtudja, hogy egy pompomlányról van szó, ennél több információt azonban nem kap. Bár nem érti, hogyan menthetné meg így a világot, elvállalja a küldetést. Ennek a szálnak a végére a szereplők lassan felfedezik a képességeiket és a hozzájuk hasonlók létezését, néhányan pedig kezdik felismerni, hogy össze kell tartaniuk, hogy megakadályozzák a katasztrófát.
A szereplők nem csak hogy felfedezik a különleges képességeiket, de fokozatosan összeáll a kép is képességeik eredetéről. Beavatkoznak egymás életébe, ahogy megpróbálják elkerülni a történet „főgonoszát”, Sylart, aki vadászik rájuk, hogy felhasználja DNS-üket saját erejének növeléséhez.
Miután Claire-t, a pomponlányt megmentik és Sylart ideiglenesen elfogják, a történet újra arra fókuszál, hogyan fog bekövetkezni a Hiro és Isaac által megjövendölt robbanás és az egyes szereplőknek milyen szerepe van abban, hogy megakadályozzák, vagy éppen előidézzék.
Lásd még: A Hősök epizódjainak listája és Hősök képregények listája

## Visszatérő elemek
Négy elem tűnik fel rendszeresen a sorozatban: a szimbólum, a sebhely, a napfogyatkozás és a csótány. A sebhely emberi tevékenységhez és a Primatech Papírgyár fedőcéghez köthető, de a szimbólum eredete, jelentése és jelentősége egy lassan kibontakozó rejtély részei.

### A hélix

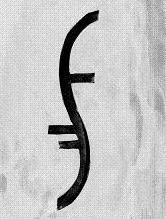
A hélix

Ez a szimbólum gyakran tűnik fel a sorozat folyamán. A 12., „Isteni adomány” című epizódban a szimbólum egy kard markolatán látható és ekkor Ando Masahashi megjegyzi, hogy úgy tűnik két kandzsi karakter kombinációja. Egyikük (Sai) jelentése „Hatalmas tehetség”, míg másikuké (Yo) „Isten küldötte”. Aron Coleite a sorozat egyik írója és co-producere azt nyilatkozta, hogy szó szerint „Isten által küldött hatalmas képesség” a jelentése. Michael Green író és co-executive producer elmondta, hogy az írók a szimbólumot „a hélix”-ként emlegetik.
A hélix hasonlóságot mutat egy stilizált RNS molekulával, így lehetséges utalás lehet a sorozat szereplőinek módosult génállományára is.
A hélix néhány megjelenése:
- Isaac Mendez különböző festményein.
- Dekoratív elemként Benneték otthonában.
- Egy jegyzetlapon két kérdőjel mellett a Mohinder Suresh lakásában lévő térképen.
- A faág formája Chandra Suresh hüllő háziállatának terráriumában.
- Chandra Suresh könyvére, az Aktiválódó evolúció borítójára nyomtatva.
- Chandra Suresh számítógépén, a zöld karakter sorból rajzolódik ki, mint ASCII rajz.
- Isaac Mendez képregényének, a 9. Csodák! 14. számának jobb felső sarkába nyomtatva.
- Claire Bennet geometria tankönyvén.
- A Peter Petrelli által ceruzával rajzolt pálcikafigurás képen.
- A Sylar lakásán lévő néhány képre rajzolva.
- Egy medencében, vízben lebegő tárgyakból formázva, Sylar egyik gyilkosságának helyszínén, a „Ne nézz vissza!” című részben.
- Jessica jobb lapockáján egy tetoválás formájában, amikor éppen ő szerzi meg az irányítást. Mikor Jessica háttérbe szorul Niki hátán nem szerepel a szimbólum.
- Egy buszmegállóban lévő logóra rajzolva, amelyben Micah Sanders várakozik miután megszökött apjától „A diáknap" című epizódban.
- Egy katana kard markolatán, amely valaha egy 16. századi szamuráj, Takezo Kensei tulajdona volt. Valószínűleg ez a szimbólum első ismert megjelenése. A katana később Hiro Nakamurához kerül.
- Üvegszilánkokból kirajzolódva Benneték otthonában, a hal folyosóján, amikor Sylar megtámadja Mrs. Bennetet.
- Egy raktárajtón a Primatech Papírgyárban, valamint a papírgyár egyik termékén „A társaság embere” című részben.
- A Haiti nyakláncán.
- A fiatal Haiti hátizsákján egy visszaemlékezésben, az „A társaság embere” című epizódban.
- Egy tál tésztában, amit éppen Claude egyik meglopott áldozata eszik.
- Néhány kavicsból kirakva a Linderman gyűjteményét kezelő férfi asztalán.
- A Landslide című epizódban a Sárga oldalakban, ahol Ando megtalálja a kardjavító műhelyet.
- Az It Takes a Village című Hősök webképregény harmadik részében Guillame ezt a szimbólumot rajzolja a homokba, miközben a kígyó és a gólya történetét meséli fiának.
- Molly Walker rajzain a „Four Months Later” című epizódban.
- Ugyanebben az epizódban Kaito Nakamurának és Angela Petrellinek küldött képeken, ami Hiro apja szerint azt jelenti hogy 24 órán belül meghalnak, az epizód végén Kaito Nakamurát lelöki egy titokzatos idegen a háztetőről.
- A „Kindness of Strangers” című epizódban Peter Petrelli karján  tetoválásként, ám ez Peter regeneráló képessége miatt azonnal el is tűnik.
- A „Fight or Flight” című epizódban Peter Petrelli egyik festményén az ajtó felett.
- A „Powerless” című epizódban Peter Petrelli tenyerében lévő hamuban rajzolódik ki.
- Matt Parkman-nél, és Mohinder Suresh-nél is megtalálható a jel egy földgömbbel a háttérben a „The Second Coming” című epizódban.

### A sebhely
A jel két fekete párhuzamos vonalból áll, amelyek a nyak környéken helyezkednek el több különleges képességgel rendelkező karakteren. Ez a jel egy sebhely, amit egy pneumatikus befecskendező készülék kétágú tűje hoz létre. Ezzel a készülékkel egy radioizotópot fecskendeznek az alanyba, hogy lehetővé váljon a későbbi nyomon követése. Mindegyik karakter, akit megjelöltek kapcsolatba került Mr. Bennettel. A következő karaktereken mutatkozott meg a jel ezidáig:
- Matt Parkman
- Ted Sprague
- Isaac Mendez
- Claude Rains
- Hana Gitelman
- West Rosen
- Eric Doyle

### A napfogyatkozás
Azon túl, hogy a sorozat logójában is szerepel, a napfogyatkozás egy visszatérő elem a sorozat cselekményében is. Valójában a főcímben szereplő „fogyatkozás” nem az általános értelemben vett napfogyatkozás, mivel a jelenetben a Föld takarja el a Napot és nem a Hold. A különleges képességek gyakran egy napfogyatkozás idején jelennek meg. A sorozat idővonala szerinti legkorábbi eset Takezo Kensei képességének megjelenése 1671-ben, egy napfogyatkozás után. A sorozat első részében („Teremtés”) a főhősök szintén egy napfogyatkozást látnak képességeik manifesztálódása előtt.
A napfogyatkozás néhány megjelenése:
- A főcím háttere.
- Isaac Mendez festményén.
- Egy a jövőbeli eseményre utaló újságban.
- Egy „globális esemény” a „Teremtés” című epizódban.
- Egy kép Mohinder Suresh lakásán.
- Fényvisszaverődés egy kórházi váróteremben a „Hat hónappal ezelőtt” című részben.
- Egy 1671-es esemény, az első évad legutolsó jelenetében.

### A csótány
A csótány szintén a sorozat egyik visszatérő eleme, ami az evolúció és a fejlődés szimbólumaként jelenik meg.
- A csótány már az eredeti pilot epizód forgatókönyvének első oldalán is látható Archiválva 2007. május 28-i dátummal a Wayback Machine-ben melyet Tim Sale rajzolt.
- A „Teremtés” című epizódban Mohinder Suresh Indiában egy osztálynak tart előadást az evolúcióról, melyben megjegyzi, hogy ha Isten valóban a maga képmására teremtett egy lényt, akkor Isten egy csótány. Szintén ebben az epizódban Mohinder eltapos egy csótányt apja régi lakásában New Yorkban.
- A „Ne nézz vissza!” című epizódban egy csótányirtónak álcázott férfi egy poloskát próbál elhelyezni Mohinder lakásán.
- A Primatech Papírgyárban bezárva tartott Sylar egy csótányt figyel amint az a cella padlóján mászik az „Isteni adomány” című epizódban.
- A „Kelepce” című epizódban a csótány ismét feltűnik Sylar cellájában.
- A „Váratlan” című epizódban Dale Smither megemlíti, hogy mikor képessége először a felszínre törtek (szuperérzékeny hallás), a szomszéd ház padlóján lépkedő csótányt olyan hangosan hallotta minta az egy masírozó menet lett volna.
- Miközben Matt eszméletlenül hever a cellájában egy csótány mászik át az ételén a „0,07%” című epizódban.
- A „Hogyan hatástalanítsunk egy robbanó embert?” című epizódban egy csótány mászik a csatornafedélen, ahová Sylar vérnyomai vezetnek.
- A „The Kindness of Strangers” című epizódban Sylar egyik áldozata mellett.
- Az „I Am Become Dead” című epizódban Mohinder diktafonján egy csótány mászik át a négy évvel későbbi jövőben.

## Epizódok
| Évad | Rész # |                   | Első vetítés         | Utolsó vetítés      |
| ---- | ------ | ----------------- | -------------------- | ------------------- |
| 1.   | 23     |                   | 2006. szeptember 25. | 2007. május 21.     |
| 1.   | 23     |                   | 2007. március 4.     | 2007. augusztus 1.  |
| 2.   | 11     |                   | 2007. szeptember 24. | 2007. december 3.   |
| 2.   | 11     |                   | 2008. június 11.     | 2008. augusztus 27. |
| 3.   | 25     |                   | 2008. szeptember 22. | 2009. április 27.   |
| 3.   | 25     | 2010. október 15. |                      |                     |
| 4.   | 19     |                   | 2009. szeptember 21. | 2010. február 8.    |

Az amerikai NBC televízió csatorna 2006. szeptember 25-én mutatta be a Hősök című új sorozatát. Az első 11 rész után 2006. december 4-étől szünet következett majd a sorozat 2007. január 22-én folytatódott a 12. résszel. A 18. rész után újabb hat hetes szünet következett, majd 2007. április 23-ától az évad utolsó öt részével tért vissza. Az első évad 2007. május 21-én fejeződött be a 23. epizóddal.
A második évad 2007. szeptember 24-én indult az NBC-n és az eredeti tervek szerint 24 epizódból állt volna. A 2008. április 21-én leadott évadfinálét, a korábbi tervek szerint az új Hősök spinoff sorozat, a Heroes: Origins 6 epizódja követte volna, de a bemutató időpontja később bizonytalanná vált. A forgatókönyv-írók sztrájkja miatt a második évad a 11. epizóddal fejeződött be, 2007 decemberében. A sorozat 2008. szeptember 22-én tért vissza a harmadik évaddal egy kétepizódos premier keretében. A harmadik évad 25 epizódból fog állni, az évadot a 13. rész után szakítja meg a téli szünet.
Magyarországon a TV2 kezdte meg a sorozat vetítését 2007. március 4-én, vasárnap, a sorozat első két epizódjával. A TV2 az addig leadott első három részt megismételte 2007. március 17-én, szombaton. A premiert követően az egyes részek a 8. epizódig csütörtökönként, 21 órától kerültek adásba.  2007. április 25-étől az új epizódokat szerdánként, 22 órától vetítették. Az első évad 2007. augusztus 1-jén zárult. A sorozat második évadának vetítését 2008. június 11-én kezdte meg a csatorna. A második évad szintén a szerdai 22 órás időpontban tért vissza.

## Webképregény és képregény
Az NBC honlapján minden kedden elérhetővé teszi a webképregény egy újabb fejezetét PDF és Flash formátumban, amely kiegészítő és háttérinformációkkal szolgál az azon a héten adásba került epizódhoz. A  webképregények megjelenése az első évad vége után folytatódik a Hősök 2007-es nyári adásszünete alatt is.
A webképregény írói ugyanazok akik a sorozaton is dolgoznak, rajzolói pedig az Aspen Comics munkatársai. Egy fejezet 7-9 oldal terjedelmű, melynek az első oldalán a sorozat egyik szponzorának reklámaként, egy Nissan Versa látható, mely típus magában a tévésorozatban is több helyen feltűnik.
A webképregény nem hivatalos magyar fordítása a képregény.net oldalán olvasható.
A webképregények nyomtatott formában való kiadásának jogát a DC Comics birtokában lévő Wildstorm kiadó szerezte meg. A gyűjteménykötet formájában megjelenő webképregények új borítóit a képregényszakma szupersztárjaikként is emlegetett Alex Ross és Jim Lee fogja elkészíteni. Előzetes információk szerint a képregények 2007 őszén kerülnek az amerikai boltok polcaira.

## DVD
Az NBC a Hősök első évadának DVD és HD DVD kiadását 2007. augusztus 28-án jelentette meg az Amerikai Egyesült Államokban, hét lemezen. A lemezeken összesen tíz órányi bónusz-anyag kapott helyet, melyek között szerepel a sorozat első részének 73 perces változata is.
Magyarországon a sorozat 23 epizódos első évada a Hősök: A teljes első évad címmel jelent meg DVD-n, 2007. október 17-én, az InterCom kiadásában. A kiadvány 7 lemezt tartalmaz, amelyeken az epizódok 16:9-es képaránnyal, Dolby Stereo magyar és Dolby Digital 5.1 angol hanggal, illetve magyar és angol felirattal találhatók meg.

## Díjak
| Év   | Díj                    | Kategória                                                                               | Eredmény | Díjazottak                                                               |
| ---- | ---------------------- | --------------------------------------------------------------------------------------- | -------- | ------------------------------------------------------------------------ |
| 2007 | People's Choice Awards | Kedvenc új TV dráma                                                                     | elnyert  | Hősök                                                                    |
| 2007 | Golden Globe-díj       | Legjobb férfi mellékszereplő (televíziós sorozat, televíziós minisorozat vagy tévéfilm) | jelölés  | Masi Oka (Nakamura Hiro)                                                 |
| 2007 | Golden Globe-díj       | Legjobb televíziós sorozat (játékfilm)                                                  | jelölés  | Hősök                                                                    |
| 2007 | Szaturnusz-díj         | Legjobb televíziós sorozat (országos csatornán)                                         | elnyert  | Hősök                                                                    |
| 2007 | Szaturnusz-díj         | Legjobb televíziós mellékszereplő színész                                               | elnyert  | Masi Oka (Hiro Nakamura)                                                 |
| 2007 | Szaturnusz-díj         | Legjobb televíziós mellékszereplő színész                                               | jelölés  | Greg Grunberg (Matt Parkman)                                             |
| 2007 | Szaturnusz-díj         | Legjobb televíziós mellékszereplő színésznő                                             | elnyert  | Hayden Panettiere (Claire Bennet)                                        |
| 2007 | Szaturnusz-díj         | Legjobb televíziós mellékszereplő színésznő                                             | jelölés  | Ali Larter (Niki Sanders)                                                |
| 2007 | Emmy-díj               | Legjobb televíziós sorozat (játékfilm)                                                  | jelölés  | Hősök                                                                    |
| 2007 | Emmy-díj               | Legjobb rendezés drámasorozatban                                                        | jelölés  | David Semel („Teremtés”)                                                 |
| 2007 | Emmy-díj               | Legjobb férfi mellékszereplő drámasorozatban                                            | jelölés  | Masi Oka (Hiro Nakamura)                                                 |
| 2007 | Emmy-díj               | Legjobb díszlettervezés egykamerás televíziós sorozatban                                | jelölés  | Curtis A. Schnell, Daniel J. Vivanco és Crista Schneider („Teremtés”)    |
| 2007 | Emmy-díj               | Legjobb speciális és vizuális effektusok televíziós sorozatban                          | jelölés  | Mark Kolpack, Mark Spatny, Gary D'Amico és Jon Rosenthal („Öt év múlva”) |
| 2007 | Emmy-díj               | Legjobb vágás egykamerás drámasorozatban                                                | jelölés  | Michael S. Murphy, Donn Aron és Louise Innes („Teremtés”)                |
| 2007 | Emmy-díj               | Legjobb hangkeverés egyórás dráma- vagy vígjátéksorozatban                              | jelölés  | Kenn Fuller és Rich Weingart („Teremtés”)                                |
| 2007 | Emmy-díj               | Legjobb kaszkadőrmutatványok                                                            | jelölés  | Ian Quinn („Teremtés”)                                                   |

People's Choice Awards (2007)
A 33. People's Choice Awards díjátadója 2007. január 9-én került megrendezésre. A Legjobb új TV dráma díjáért a stáb nevében Masi Oka mondott köszönetet.
Golden Globe-díj (2007)
2006. december 14-én jelentették be a 2006-os évben Golden Globe-ra jelölt alkotások és alkotók listáját. Az elismeréseket a 64. Golden Globe-gálán, 2007. január 15-én adták át. A Hősök főszereplőinek majdnem teljes gárdája jelen volt az eseményen és egy kategória díját ők adták át. A sorozat a díjátadón végül nem nyert díjat.
Szaturnusz-díj (2007)
A 33. Szaturnusz-díj díjait 2007. május 10-én adták át. Greg Grunberg nem csak jelöltként vett részt a ceremónián, hanem Jeffrey Ross mellett, házigazdaként is. A sorozat az öt jelölésből hármat díjra is váltott.
Emmy-díj (2007)
Az Emmy-díjakat 2007. szeptember 8-án és szeptember 16-án adták át. A Hősök főszereplőinek jelentős része részt vett az utóbbi eseményen. Ali Larter, Hayden Panettiere és Masi Oka díjátadóként is közreműködtek. A sorozat egyetlen jelölt kategóriában sem került ki győztesen.

## Tények és érdekességek
- Jótékony célokra elárverezték a sorozat négy művészi alkotásának különleges, aláírt nyomatait és az eredeti rajzokat, amelyek Isaac Mendez képeiként jelentek meg az epizódokban. A licitálások 2007. március 26-án és március 28-án kezdődtek és április 4-ével zárultak. Az összegyűlt összeget felajánlották az Epilepsy Foundation javára, amelynek tevékenységében Greg Grunberg fontos szerepet vállal.
- Stan Lee, a képregényipar legendás alakja, cameo szerepben megjelenik a Váratlan című epizód végén, mint buszsofőr. Stan Lee egyébként a Marvel képregények filmadaptációinak rendszeres cameo szereplője.
- A Hősök cselekménye sokban hasonlít az Uncanny X-Men, „A jövendő múlt napjai” című történetére. Masi Oka egy interjúban meg is erősítette, hogy az Öt év múlva című epizód ezen a történeten alapul.[9]
- Isaac Mendez „Felrobbanó ember” című képe, sokban emlékeztet az Uncanny X-Men 199. számának borítójára.
- A Mr. Bennet névjegykártyáján olvasható primatechpaper.com címen, a Primatech Papírgyár weboldala található, melyet külön a sorozat kedvéért készítettek. Hasonló oldal a lasvegasniki.com is, melynek címe Ando iPodjáról olvasható le az egyik részben, miközben Niki Sanderst nézi rajta.
- Hiro Nakamura a nevét az atomtámadást ért Hirosimáról kapta, mivel a nagyapja a várost ért támadás egyik túlélője volt.
- Az első évad összes epizódjában feltűnik Claire Bennet és Hiro Nakamura. „A társaság embere” című epizódban azonban Hiro gyermekként szerepel, ezzel szemben Claire-t ekkor is Hayden Panettiere alakítja.
- Angela Petrelli folyékonyan beszél franciául.